# Raúl Villarreal
Raúl Vicente Villarreal (* 29. Oktober 1909; † unbekannt) war ein argentinischer Boxer im Mittelgewicht und Bronzemedaillengewinner der 11. Olympischen Sommerspiele 1936 von Berlin.
Resultat
- Vorrunde: Freilos
- Achtelfinale: Punktesieg gegen Hans Zehetmayer, Österreich
- Viertelfinale: Punktesieg gegen Tin Dekkers, Niederlande
- Halbfinale: Punkteniederlage gegen Jean Despeaux, Frankreich
- Kampf um Platz 3: Sieg durch Walkover gegen Henryk Chmielewski, Polen

1940 und 1941 bestritt er drei Profikämpfe in Argentinien, die er jedoch verlor.